# Earl Seibert
Earl Walter Seibert (* 7. Dezember 1910 in Kitchener, Ontario; † 20. Mai 1990) war ein kanadischer Eishockeyspieler, der von 1931 bis 1946 für die New York Rangers, Chicago Black Hawks und Detroit Red Wings in der National Hockey League spielte.

## Karriere
Als Junior spielte er in seiner Heimatstadt Kitchener, bis ihn die Springfield Indians verpflichteten. In dieser Zeit zog er sich eine schwere Gehirnerschütterung zu.
Schon zu Beginn seiner 15 Jahre dauernden NHL-Karriere trug er einen Kopfschutz und war somit der erste Spieler, der konstant mit Helm spielte. Er war ein „harter Hund“ auf dem Eis, doch auch bei seinen Vertragsgesprächen zeigte er sich immer als zäher Verhandlungspartner. Nach fünf erfolgreichen Jahren waren es die Verantwortlichen leid, mit ihm über sein Gehalt zu streiten, und gaben ihn an die Chicago Black Hawks ab.
In Chicago entwickelte er sich zu einem der besten Verteidiger der Liga. Er wurde 10 Mal ins NHL All-Star Team gewählt. Der einzige Verteidiger, den man in dieser Zeit über ihm einstufte, war Eddie Shore, der Seibert als den einzigen Spieler bezeichnete, mit dem er eine Auseinandersetzung fürchte.
Überschattet wurde seine Karriere jedoch von einem Foul an Howie Morenz, der an seinen Verletzungen einige Wochen später starb. Hierüber kam Seibert nie richtig hinweg.
Er gewann zweimal den Stanley Cup: 1933 mit den New York Rangers und 1938 mit den Chicago Black Hawks.
Seibert trainierte in der AHA noch Teams in West Springfield und Indianapolis, doch er war dort nicht erfolgreich und zog sich vom Eishockey zurück.
1963 wurde er mit der Aufnahme in die Hockey Hall of Fame geehrt, zwei Jahre nach seinem Vater Oliver Seibert. Die beiden waren die erste Vater-Sohn-Kombination in der Hall of Fame.

## Sportliche Erfolge
- Stanley Cup: 1933 und 1938

### Persönliche Auszeichnungen
- First All-Star Team: 1935, 1942, 1943 und 1944
- Second All-Star Team: 1936, 1937, 1938, 1939, 1940 und 1941